# Абдиев, Кали Сеильбекович
Кали Сеильбекович Абдиев (каз. Қали Сейілбекұлы Әбдиев, 16 декабря 1956, Меркенский район, Жамбылская область, Казахская ССР) — казахстанский государственный деятель. Кандидат физико-математических наук. Доктор педагогических наук.

## Биография
Абдиев Кали Сеильбекович родился 16 декабря 1956 года в Меркенском районе Жамбылской области Казахской ССР.

### Образование
В 1974 году окончил с золотой медалью Алгабасскую среднюю школу в Таласском районе.
В 1979 году окончил Казахский государственный университет им. С. М. Кирова, специальность «прикладная математика », квалификация — математик.
В 1986 году - кандидат физико-математических наук (тема: «Применение метода обращения конечно-разностных схем в обратных задачах электродинамики»). Кандидатская диссертация посвящена решению обратных задач для системы уравнений Максвелла, описывающей волновые процессы в электродинамике. Метод обращения конечно-разностных схем применялся для решения обратных задач электродинамики, в которой определялась электропроводимость среды по информации заданной на поверхности среды.
В 2010 году защитил диссертацию на соискание ученой степени доктора педагогических наук по специальности 13.00.02 – Теория и методика обучения и воспитания (информатика, информатизация образования) на тему «Формирование ИТ-компетентности как основа подготовки будущих специалистов-статистиков». Научным консультантом диссертации был д.п.н., профессор Е.Ы. Бидайбеков.

### Трудовая деятельность
После окончания Казахского государственного университета в 1979 году работал преподавателем кафедры прикладного анализа КазГУ.
С февраля 1981 года — стажер-исследователь в Казахском педагогическом институте им. Абая
В 1982—1985 годах — аспирант кафедры вычислительной математики и дифференциальных уравнений. Научную работу выполнял в Вычислительном центре Сибирского отделения АН СССР в г. Новосибирск под руководством ученого д.ф.-м.н., профессора В. Г. Романова (ныне чл.-корр. РАН) и к.ф.-м.н. С. И. Кабанихина (ныне д.ф.-м.н., профессор, чл.-корр. РАН).
С января 1986 года по август 1989 года — преподаватель, старший преподаватель кафедры вычислительной математики и дифференциальных уравнений (информатики и вычислительной техники) КазПИ им. Абая.
С января 1991 года по май 1997 года — и. о. доцента, доцент кафедры информатики и вычислительной техники (информатики и прикладной математики) КазПИ им. Абая.
С декабря 1990 года по декабрь 1996 года работал менеджером-администратором Регионального центра «Пилотные школы» при КазПИ им. Абая по совместительству.
В 1997—2003 годах — начальник управления ИТ, директор Информационно-вычислительного центра Агентства РК по статистике. В эти же годы работал доцентом кафедры информатики и прикладной математики КазНПУ им. Абая по совместительству.
В 2003—2006 годах — председатель Агентства Республики Казахстан по статистике.
В 2006—2007 годах — директор ИВЦ Агентства Республики Казахстан по статистике.
В 2007—2010 годах — директор департамента информатизации и советник президента АО «НК „Қазақстан темір жолы“».
В 2010—2016 годах — директор Национального центра тестирования Министерства образования и науки Республики Казахстан.
С 2017 года проректор по учебно-методической работе и воспитательной работе Университета «Туран», профессор кафедры информационных технологий.
С декабря 2020 года — директор НИИ информатизации образования Университета «Туран».

## Научная деятельность
Автор более 150 научных работ. Сфера исследований — информатизация образования, теория и методика преподавания информатики, педагогические измерения и статистические информационные системы. Участвовал в разработке и внедрении ИТ-комплексов для национальных переписей и тестирования. Руководил научными проектами, включая оценку ИК-грамотности школьников.
Основные публикации:
- Язык программирования BASIC (1990, на казахском языке)
- Основы алгоритмизации (1993, в соавт., на казахском языке)
- Информатика и компьютерная техника. Толковый словарь (2002, в соавт.)
- Информационные технологии производства статистических данных (2007)
- Оценивание ИК-грамотности школьников (в соавт.)
- Методические пособия по педагогическим измерениям и оценке качества образования

В 1999-2007 годах под руководством К.С.Абдиева защищено 5 кандидатских диссертаций по специальностям «Общая педагогика» и «Теория и методика обучения и воспитания (информатика, информатизация образования)».
В 2015-2017 годах руководил научно-исследовательским проектом «Научные основы моделирования оценки ИК – грамотности школьников», реализованного на грант Комитета науки МОН РК.

## Награды
- Орден «Құрмет» (2005)
- Три юбилейные медали[3].

## Семья
Жена — Сауле Султановна Сейтенбетова. Дети - Ержан (1980 г.р.), Маржан (1981 г.р.) и Руслан (1988 г.р.).